# Оскар (кинопремия, 1992)
64-я церемония вручения наград премии «Оскар» за заслуги в области кинематографа за 1991 год состоялась 30 марта 1992 года в Dorothy Chandler Pavilion (Лос-Анджелес, Калифорния). Номинанты были объявлены 19 февраля 1992 года. Ведущим церемонии третий год подряд выступил комедийный актёр Билли Кристал.
Наибольшего количества наград (5) в этом году был удостоен психологический триллер Джонатана Демми «Молчание ягнят», взявший все призы «большой пятёрки» «Оскаров» (за лучший фильм, режиссуру, сценарий, мужскую и женскую главные роли), став третьим фильмом в истории премии, собравшим данную комбинацию наград, после романтической комедии «Это случилось однажды ночью» в 1935 году и драмы «Пролетая над гнездом кукушки» в 1976 году.
Фантастический боевик «Терминатор 2: Судный день» занял второе место по числу наград (4), получив призы в технических категориях: за лучший звук, монтаж звуковых эффектов, визуальные эффекты и лучший грим.

## Список лауреатов и номинантов
Количество наград/номинаций:
- 5/7: «Молчание ягнят»
- 4/6: «Терминатор 2: Судный день»
- 2/10: «Багси»
- 2/8: «Джон Ф. Кеннеди. Выстрелы в Далласе»
- 2/6: «Красавица и Чудовище»
- 1/6: «Тельма и Луиза»
- 1/5: «Король-рыбак»
- 1/1: «Городские пижоны» / «Средиземное море» / «В тени звёзд» / «Смертельный обман: „Дженерал электрик“, ядерное оружие и окружающая среда» / «Заседатель» / «Манипуляция»
- 0/7: «Повелитель приливов»
- 0/5: «Капитан Крюк»
- 0/3: «Бартон Финк» / «Огненный вихрь»
- 0/2: «Ребята по соседству» / «Мыс страха» / «Беспутная Роза» / «Жареные зелёные помидоры» / «Звёздный путь VI: Неоткрытая страна»

 ★ Лауреаты выделены отдельным цветом. 

### Основные категории
| Категории                                                                       | Лауреаты и номинанты | Лауреаты и номинанты                                                                                |
| ------------------------------------------------------------------------------- | --- | --------------------------------------------------------------------------------------------------- |
| Лучший фильм Награды вручали Пол Ньюман и Элизабет Тейлор                       | ★ Молчание ягнят / The Silence of the Lambs (продюсеры: Эдвард Саксон, Кеннет Атт и Рональд Бозман)                                                                                        | ★ Молчание ягнят / The Silence of the Lambs (продюсеры: Эдвард Саксон, Кеннет Атт и Рональд Бозман) |
| Лучший фильм Награды вручали Пол Ньюман и Элизабет Тейлор                       | • Красавица и Чудовище (м/ф) / Beauty and the Beast (продюсер: Дон Хан) | |
| Лучший фильм Награды вручали Пол Ньюман и Элизабет Тейлор                       | • Багси / Bugsy (продюсеры: Марк Джонсон, Барри Левинсон и Уоррен Битти) | |
| Лучший фильм Награды вручали Пол Ньюман и Элизабет Тейлор                       | • Джон Ф. Кеннеди. Выстрелы в Далласе / JFK (продюсеры: А. Китман Хо и Оливер Стоун) | |
| Лучший фильм Награды вручали Пол Ньюман и Элизабет Тейлор                       | • Повелитель приливов / The Prince of Tides (продюсеры: Барбра Стрейзанд и Эндрю С. Карш)                                                                                                  | |
| Лучший режиссёр Награду вручал Кевин Костнер                                    | Джонатан Демми | ★ Джонатан Демми за фильм «Молчание ягнят»                                                          |
| Лучший режиссёр Награду вручал Кевин Костнер                                    | Джонатан Демми | • Барри Левинсон — «Багси»                                                                          |
| Лучший режиссёр Награду вручал Кевин Костнер                                    | Джонатан Демми | • Ридли Скотт — «Тельма и Луиза»                                                                    |
| Лучший режиссёр Награду вручал Кевин Костнер                                    | Джонатан Демми | • Джон Синглтон — «Ребята по соседству»                                                             |
| Лучший режиссёр Награду вручал Кевин Костнер                                    | Джонатан Демми | • Оливер Стоун — «Джон Ф. Кеннеди. Выстрелы в Далласе»                                              |
| Лучший актёр Награду вручала Кэти Бейтс                                         | Энтони Хопкинс | ★ Энтони Хопкинс — «Молчание ягнят» (за роль доктора Ганнибала Лектера)                             |
| Лучший актёр Награду вручала Кэти Бейтс                                         | Энтони Хопкинс | • Уоррен Битти — «Багси» (за роль Бенджамина «Багси» Сигела)                                        |
| Лучший актёр Награду вручала Кэти Бейтс                                         | Энтони Хопкинс | • Роберт Де Ниро — «Мыс страха» (за роль Макса Кэйди)                                               |
| Лучший актёр Награду вручала Кэти Бейтс                                         | Энтони Хопкинс | • Робин Уильямс — «Король-рыбак» (за роль Пэрри)                                                    |
| Лучший актёр Награду вручала Кэти Бейтс                                         | Энтони Хопкинс | • Ник Нолти — «Повелитель приливов» (за роль Тома Уинго)                                            |
| Лучшая актриса Награду вручал Майкл Дуглас                                      | | ★ Джоди Фостер — «Молчание ягнят» (за роль Кларисы Старлинг)                                        |
| Лучшая актриса Награду вручал Майкл Дуглас                                      | • Джина Дэвис — «Тельма и Луиза» (за роль Тельмы Ивонн Дикинсон) | |
| Лучшая актриса Награду вручал Майкл Дуглас                                      | • Сьюзан Сарандон — «Тельма и Луиза» (за роль Луизы Элизабет Сойер) | |
| Лучшая актриса Награду вручал Майкл Дуглас                                      | • Бетт Мидлер — «Для наших ребят» (за роль Дикси Леонард) | |
| Лучшая актриса Награду вручал Майкл Дуглас                                      | • Лора Дёрн — «Беспутная Роза» (за роль Розы) | |
| Лучший актёр второго плана Награду вручала Вупи Голдберг                        | Джек Пэланс | ★ Джек Пэланс — «Городские пижоны» (за роль Кёрли Уошбёрна)                                         |
| Лучший актёр второго плана Награду вручала Вупи Голдберг                        | Джек Пэланс | • Майкл Лернер — «Бартон Финк» (за роль Джека Липника)                                              |
| Лучший актёр второго плана Награду вручала Вупи Голдберг                        | Джек Пэланс | • Харви Кейтель — «Багси» (за роль Микки Коэна)                                                     |
| Лучший актёр второго плана Награду вручала Вупи Голдберг                        | Джек Пэланс | • Бен Кингсли — «Багси» (за роль Меира Лански)                                                      |
| Лучший актёр второго плана Награду вручала Вупи Голдберг                        | Джек Пэланс | • Томми Ли Джонс — «Джон Ф. Кеннеди. Выстрелы в Далласе» (за роль Клея Шоу)                         |
| Лучшая актриса второго плана Награду вручал Джо Пеши                            | Мерседес Руель | ★ Мерседес Руель — «Король-рыбак» (за роль Энн Наполитано)                                          |
| Лучшая актриса второго плана Награду вручал Джо Пеши                            | Мерседес Руель | • Кейт Неллиган — «Повелитель приливов» (за роль Лайлы Уинго Ньюбери)                               |
| Лучшая актриса второго плана Награду вручал Джо Пеши                            | Мерседес Руель | • Дайан Ладд — «Беспутная Роза» (за роль матери семейства)                                          |
| Лучшая актриса второго плана Награду вручал Джо Пеши                            | Мерседес Руель | • Джессика Тэнди — «Жареные зелёные помидоры» (за роль Нинни Тредгуд)                               |
| Лучшая актриса второго плана Награду вручал Джо Пеши                            | Мерседес Руель | • Джульетт Льюис — «Мыс страха» (за роль Даниэллы Боуден)                                           |
| Лучший оригинальный сценарий Награду вручали Роберт Дюваль и Анжелика Хьюстон   | | ★ Кэлли Хоури — «Тельма и Луиза»                                                                    |
| Лучший оригинальный сценарий Награду вручали Роберт Дюваль и Анжелика Хьюстон   | • Джон Синглтон — «Ребята по соседству» | |
| Лучший оригинальный сценарий Награду вручали Роберт Дюваль и Анжелика Хьюстон   | • Джеймс Тобэк — «Багси» | |
| Лучший оригинальный сценарий Награду вручали Роберт Дюваль и Анжелика Хьюстон   | • Ричард Лагравенезе — «Король-рыбак» | |
| Лучший оригинальный сценарий Награду вручали Роберт Дюваль и Анжелика Хьюстон   | • Лоуренс Кэздан и Мег Кэздан — «Большой каньон» | |
| Лучший адаптированный сценарий Награду вручали Роберт Дюваль и Анжелика Хьюстон | ★ Тед Талли — «Молчание ягнят» (по одноимённому роману Томаса Харриса) | ★ Тед Талли — «Молчание ягнят» (по одноимённому роману Томаса Харриса)                              |
| Лучший адаптированный сценарий Награду вручали Роберт Дюваль и Анжелика Хьюстон | • Агнешка Холланд — «Европа, Европа» (по автобиографии Соломона Переля «Ich war Hitlerjunge Salomon»)                                                                                      | |
| Лучший адаптированный сценарий Награду вручали Роберт Дюваль и Анжелика Хьюстон | • Фэнни Флэгг и Кэрол Собески (посмертно) — «Жареные зелёные помидоры» (по роману Фэнни Флэгг «Жареные зелёные помидоры в кафе «Полустанок»)                                               | |
| Лучший адаптированный сценарий Награду вручали Роберт Дюваль и Анжелика Хьюстон | • Оливер Стоун и Закари Склар — «Джон Ф. Кеннеди. Выстрелы в Далласе» (по книгам Джима Маррса «Crossfire: The Plot That Killed Kennedy» и Джима Гаррисона «On the Trail of the Assassins») | |
| Лучший адаптированный сценарий Награду вручали Роберт Дюваль и Анжелика Хьюстон | • Пэт Конрой и Бекки Джонстон — «Повелитель приливов» (по одноимённому роману Пэта Конроя)                                                                                                 | |
| Лучший фильм на иностранном языке Награду вручал Сильвестр Сталлоне             | ★ Средиземное море / Mediterraneo (Италия) реж. Габриэле Сальваторес | ★ Средиземное море / Mediterraneo (Италия) реж. Габриэле Сальваторес                                |
| Лучший фильм на иностранном языке Награду вручал Сильвестр Сталлоне             | • Дети природы / Börn náttúrunnar (Исландия) реж. Фридрик Тоур Фридрихссон | |
| Лучший фильм на иностранном языке Награду вручал Сильвестр Сталлоне             | • Начальная школа / Obecná škola (Чехословакия) реж. Ян Сверак | |
| Лучший фильм на иностранном языке Награду вручал Сильвестр Сталлоне             | • Бык / Oxen (Швеция) реж. Свен Нюквист | |
| Лучший фильм на иностранном языке Награду вручал Сильвестр Сталлоне             | • Зажги красный фонарь / 大紅燈籠高高掛 (Гонконг) реж. Чжан Имоу | |

### Другие категории
| Категории                                    | Лауреаты и номинанты | Лауреаты и номинанты |
| -------------------------------------------- | --- | --- |
| Лучшая музыка: Оригинальный саундтрек        | | ★ Алан Менкен — «Красавица и Чудовище» |
| Лучшая музыка: Оригинальный саундтрек        | • Эннио Морриконе — «Багси» | |
| Лучшая музыка: Оригинальный саундтрек        | • Джордж Фентон — «Король-рыбак» | |
| Лучшая музыка: Оригинальный саундтрек        | • Джон Уильямс — «Джон Ф. Кеннеди. Выстрелы в Далласе» | |
| Лучшая музыка: Оригинальный саундтрек        | • Джеймс Ньютон Ховард — «Повелитель приливов» | |
| Лучшая песня к фильму                        | ★ Beauty and the Beast — «Красавица и Чудовище» — музыка: Алан Менкен, слова: Ховард Эшман (посмертно)                                                                          | ★ Beauty and the Beast — «Красавица и Чудовище» — музыка: Алан Менкен, слова: Ховард Эшман (посмертно)                                                                          |
| Лучшая песня к фильму                        | • Be Our Guest — «Красавица и Чудовище» — музыка: Алан Менкен, слова: Ховард Эшман (посмертно)                                                                                  | |
| Лучшая песня к фильму                        | • Belle — «Красавица и Чудовище» — музыка: Алан Менкен, слова: Ховард Эшман (посмертно)                                                                                         | |
| Лучшая песня к фильму                        | • (Everything I Do) I Do It for You — «Робин Гуд: Принц воров» — музыка: Майкл Кэймен, слова: Брайан Адамс, Роберт Джон Ланг                                                    | |
| Лучшая песня к фильму                        | • When You’re Alone — «Капитан Крюк» — музыка: Джон Уильямс, слова: Лесли Брикасс                                                                                               | |
| Лучший монтаж                                | ★ Джо Хатшинг, Пьетро Скалия — «Джон Ф. Кеннеди. Выстрелы в Далласе» | ★ Джо Хатшинг, Пьетро Скалия — «Джон Ф. Кеннеди. Выстрелы в Далласе» |
| Лучший монтаж                                | • Джерри Хэмблинг — «Группа „Коммитментс“» | |
| Лучший монтаж                                | • Крэйг МакКэй — «Молчание ягнят» | |
| Лучший монтаж                                | • Конрад Бафф IV, Марк Голдблатт, Ричард А. Харрис — «Терминатор 2: Судный день»                                                                                                | |
| Лучший монтаж                                | • Том Ноубл — «Тельма и Луиза» | |
| Лучшая операторская работа                   | | ★ Роберт Ричардсон — «Джон Ф. Кеннеди. Выстрелы в Далласе» |
| Лучшая операторская работа                   | • Аллен Давио — «Багси» | |
| Лучшая операторская работа                   | • Стивен Голдблатт — «Повелитель приливов» | |
| Лучшая операторская работа                   | • Адам Гринберг — «Терминатор 2: Судный день» | |
| Лучшая операторская работа                   | • Адриан Биддл — «Тельма и Луиза» | |
| Лучшая работа художника                      | ★ Деннис Гасснер (постановщик), Нэнси Хэй (декоратор) — «Багси» | ★ Деннис Гасснер (постановщик), Нэнси Хэй (декоратор) — «Багси» |
| Лучшая работа художника                      | • Деннис Гасснер (постановщик), Нэнси Хэй (декоратор) — «Бартон Финк» | |
| Лучшая работа художника                      | • Мэл Борн (постановщик), Синди Карр (декоратор) — «Король-рыбак» | |
| Лучшая работа художника                      | • Норман Гарвуд (постановщик), Гаррет Льюис (декоратор) — «Капитан Крюк» | |
| Лучшая работа художника                      | • Пол Силберт (постановщик), Кэрил Хеллер (декоратор) — «Повелитель приливов»                                                                                                   | |
| Лучший дизайн костюмов                       | ★ Альберт Вольски — «Багси» | ★ Альберт Вольски — «Багси» |
| Лучший дизайн костюмов                       | • Рут Майерс — «Семейка Аддамс» | |
| Лучший дизайн костюмов                       | • Ричард Хорнунг — «Бартон Финк» | |
| Лучший дизайн костюмов                       | • Энтони Пауэлл — «Капитан Крюк» | |
| Лучший дизайн костюмов                       | • Коринн Жорри — «Мадам Бовари» | |
| Лучший звук                                  | ★ Том Джонсон, Гэри Райдстром, Гэри Саммерс, Ли Орлофф — «Терминатор 2: Судный день»                                                                                            | ★ Том Джонсон, Гэри Райдстром, Гэри Саммерс, Ли Орлофф — «Терминатор 2: Судный день»                                                                                            |
| Лучший звук                                  | • Гэри Саммерс, Рэнди Том, Гэри Райдстром, Гленн Уильямс — «Огненный вихрь» | |
| Лучший звук                                  | • Терри Портер, Мел Меткалф, Дэвид Дж. Хадсон, Док Кейн — «Красавица и Чудовище»                                                                                                | |
| Лучший звук                                  | • Майкл Минклер, Грегг Ландакер, Тод А. Мейтленд — «Джон Ф. Кеннеди. Выстрелы в Далласе»                                                                                        | |
| Лучший звук                                  | • Том Флайшмен, Кристофер Ньюман — «Молчание ягнят» | |
| Лучший монтаж звуковых эффектов              | ★ Гэри Райдстром, Глория С. Бордерс — «Терминатор 2: Судный день» | ★ Гэри Райдстром, Глория С. Бордерс — «Терминатор 2: Судный день» |
| Лучший монтаж звуковых эффектов              | • Гэри Райдстром, Ричард Химнс — «Огненный вихрь» | |
| Лучший монтаж звуковых эффектов              | • Джордж Уоттерс II, Ф. Хадсон Миллер — «Звёздный путь VI: Неоткрытая страна»                                                                                                   | |
| Лучшие визуальные эффекты                    | | ★ Деннис Мьюрен, Стэн Уинстон, Джин Уоррен мл., Роберт Скотак — «Терминатор 2: Судный день»                                                                                     |
| Лучшие визуальные эффекты                    | • Микаэль Саломон, Аллен Холл, Клэй Пинни, Скотт Фаррар — «Огненный вихрь» | |
| Лучшие визуальные эффекты                    | • Эрик Бревиг, Харли Джессуп, Марк Салливан, Майкл Лантьери — «Капитан Крюк» | |
| Лучший грим                                  | ★ Стэн Уинстон, Джефф Доун — «Терминатор 2: Судный день» | ★ Стэн Уинстон, Джефф Доун — «Терминатор 2: Судный день» |
| Лучший грим                                  | • Кристина Смит, Монти Уэстмор, Грег Кэнном — «Капитан Крюк» | |
| Лучший грим                                  | • Майкл Миллс, Эд Френч, Ричард Снелл — «Звёздный путь VI: Неоткрытая страна»                                                                                                   | |
| Лучший документальный полнометражный фильм   | ★ В тени звёзд / In the Shadow of the Stars (продюсеры: Элли Лайт и Ирвинг Сараф)                                                                                               | ★ В тени звёзд / In the Shadow of the Stars (продюсеры: Элли Лайт и Ирвинг Сараф)                                                                                               |
| Лучший документальный полнометражный фильм   | • Смертность на работе / Death on the Job (продюсеры: Винс Диперсио и Билл Гуттентаг)                                                                                           | |
| Лучший документальный полнометражный фильм   | • Деловая активность: Жизнь в большом доме / Doing Time: Life Inside the Big House (продюсеры: Алан Рэймонд и Сьюзэн Рэймонд)                                                   | |
| Лучший документальный полнометражный фильм   | • Беспокойная совесть / The Restless Conscience: Resistance to Hitler Within Germany 1933—1945 (продюсер: Хава Кохав Беллер)                                                    | |
| Лучший документальный полнометражный фильм   | • Вне закона / Wild by Law (продюсеры: Лоуренс Хотт и Дайан Гэри) | |
| Лучший документальный короткометражный фильм | ★ Смертельный обман: «Дженерал электрик», ядерное оружие и окружающая среда / Deadly Deception: General Electric, Nuclear Weapons and Our Environment (продюсер: Дебра Чэснофф) | ★ Смертельный обман: «Дженерал электрик», ядерное оружие и окружающая среда / Deadly Deception: General Electric, Nuclear Weapons and Our Environment (продюсер: Дебра Чэснофф) |
| Лучший документальный короткометражный фильм | • Выходцы из Таиланда / Chasseurs des ténèbres (продюсеры: Эрик Валли и Ален Мажани д’Ингимбер)                                                                                 | |
| Лучший документальный короткометражный фильм | • Небольшой порок / A Little Vicious (продюсер: Имми Хьюмс) | |
| Лучший документальный короткометражный фильм | • Марка изготовителя / The Mark of the Maker (продюсер: Дэвид Макгоун) | |
| Лучший документальный короткометражный фильм | • Воспоминания: Письма американских солдат / Memorial: Letters from American Soldiers (продюсеры: Билл Кутурье и Бернард Эдельман)                                              | |
| Лучший игровой короткометражный фильм        | ★ Заседатель / Session Man (Сет Уинстон и Роберт Н. Фрид) | ★ Заседатель / Session Man (Сет Уинстон и Роберт Н. Фрид) |
| Лучший игровой короткометражный фильм        | • Гимназия на Бирч-стрит / Birch Street Gym (Стивен Кесслер и Томас Р. Конрой)                                                                                                  | |
| Лучший игровой короткометражный фильм        | • Последнее дыхание лета / Last Breeze of Summer (Дэвид Мэсси) | |
| Лучший анимационный короткометражный фильм   | ★ Манипуляция / Manipulation (Дэниэл Гривз) | ★ Манипуляция / Manipulation (Дэниэл Гривз) |
| Лучший анимационный короткометражный фильм   | • Чёрная муха / Blackfly (Кристофер Хинтон) | |
| Лучший анимационный короткометражный фильм   | • Струны / Strings (Уэнди Тилби) | |

### Специальные награды
| Награда                                                         | Лауреаты |
| --------------------------------------------------------------- | --- |
| Премия за выдающиеся заслуги в кинематографе (Почётный «Оскар») | ★ Сатьяджит Рай — в знак признания его редкого мастерства и огромное влияние, оказанное на коллег по профессии и зрителей по всему миру.                                                                                        |
| Награда имени Ирвинга Тальберга                                 | ★ Джордж Лукас |
| Награда имени Гордона Сойера                                    | ★ Рэй Харрихаузен |
| Medal of Commendation                                           | ★ Ричард Дж. Штумпф, Джозеф Вестхаймер — за выдающиеся заслуги и самоотверженность в поддержании высоких стандартов Академии кинематографических искусств и наук.                                                               |
| Medal of Commendation                                           | ★ Пит Командини, Ричард Дэйтон, Дональд Хаганс, Ричард Т. Райан (YCM Laboratories) — за создание и разработку процесса реставрации кинопленки с использованием жидкостного затвора и коррекции приводки на контактном принтере. |

## Научно-технические награды
| Категории                        | Лауреаты |
| -------------------------------- | --- |
| Academy Award of Merit           | Не присуждалась |
| Scientific and Engineering Award | • Иэн Нил, Альберт К. Сайки (Panavision, Inc.) — за оптический дизайн (Нил), механический дизайн (Сайки) и концепцию и разработку (Panavision) зум-объектива Primo для 35-метровой кинематографии. |
| Scientific and Engineering Award | • Георг Тома, Хайнц Файерляйн (Инженерный отдел Sachtler AG) — за дизайн (Thoma) и разработку (Feierlein/Sachtler) ряда штативных головок. |
| Scientific and Engineering Award | • Гарри Дж. Бейкер — за проектирование и разработку первой штативной головки с гидравлическим приводом и регулируемой степенью вязкостного сопротивления. |
| Scientific and Engineering Award | • Гвидо Картони — за его новаторскую работу по разработке технологии создания выбираемых и воспроизводимых модулей вязкостного сопротивления в головках штативов с подвижным составом. |
| Scientific and Engineering Award | • Рэй Фини, Ричард Кини, Ричард Дж. Ланделл — за разработку программного обеспечения и адаптацию Solitaire Film Recorder, который представляет собой гибкую и экономичную систему записи фильмов. |
| Scientific and Engineering Award | • Фаз Фазакас, Брайан Хенсон, Дэйв Хаусман, Питер Миллер, Джон Стефенсон — за разработку системы управления производительностью Henson. |
| Scientific and Engineering Award | • Марио Селсо — за его новаторскую работу в области проектирования, разработки и производства оборудования для угольной дуги и ксеноновых источников питания и воспламенителей в кинопроекции. |
| Scientific and Engineering Award | • Рэнди Картрайт, Дэвид Кунс, Лем Дэвис, Томас Хан, Джим Хьюстон, Марк Кимбалл, Дилан Колер, Питер Най, Майкл Шанцис, Дэвид Ф. Вольф (Департамент полнометражной анимации Студии Уолта Диснея (Walt Disney Feature Animation Department)) — за проектирование и разработку производственной системы «CAPS» для киноанимации. |
| Scientific and Engineering Award | • Джордж Уорролл — за проектирование, разработку и производство редукционной головки камеры Worrall для кинопроизводства. |
| Technical Achievement Award      | • Роберт У. Стокер мл. — за проектирование и разработку паутинного пистолета для применения нетоксичных эффектов паутины на съемочных площадках с безопасностью и простотой в эксплуатации. |
| Technical Achievement Award      | • Джим Дойл — за проектирование и разработку генератора сухого тумана, который использует жидкий азот для создания безопасного, плотного, низко висящего сухого тумана. |
| Technical Achievement Award      | • Дик Кавдек, Стив Хамерски (Otto Nemenz Int'l. Inc.) — за оптико-механический дизайн и разработку зум-объектива для камеры Canon/Nemenz. |
| Technical Achievement Award      | • Кен Робингс (Clairmont Camera) — за оптико-механический дизайн и разработку зум-объектива для камеры Canon/Clairmont. |
| Technical Achievement Award      | • Century Precision Optics — за оптико-механический дизайн и разработку зум-объектива Canon/Century Precision Optics. |